# Lobatse-Stadion
Das Lobatse-Stadion ist ein Mehrzweckstadion in Lobatse, Botswana. Derzeit finden dort überwiegend Fußballspiele statt. Es ist die Heimspielstätte der Extension Gunners und des Botswana Meat Commission FC. 22.000 Zuschauer finden Platz. Neben dem Fußballfeld und einer Laufbahn wurde auch eine Sporthalle errichtet.
Im Rahmen der Qualifikation zur Fußball-WM 2014 trug die botswanische Nationalmannschaft zwei ihrer Heimspiele in Lobatse aus. Gegen Äthiopien verlor man am 8. Juni 2013 mit 1:2, was allerdings wegen eines eingesetzten, aber gesperrten Spielers auf Seiten der Äthiopier in ein 3:0 umgewandelt wurde, eine Woche später gewannen die Botswaner gegen Zentralafrika mit 3:2.